# Retreat
Retreat è un singolo del gruppo post-hardcore britannico Hell Is for Heroes. Pubblicato nel 2003 in formato CD e in vinile (quest'ultimo di colore grigio e in edizione limitata), è arrivato in 39ª posizione nella Official Singles Chart.

## Tracce
7"
1. Retreat – 3:44
2. We're Making Up

CD
1. Retreat – 3:44
2. We're Making Up
3. Boys Don't Cry
4. Retreat (video)

## Formazione
- Justin Schlosberg - voce
- William McGonagle - chitarra
- Tom O'Donoghue - chitarra
- Jamie Findlay - basso
- Joseph Birch - batteria